# Radikal 55
Radikal 55 mit der Bedeutung „gefaltete Hände“ ist eines von 31 traditionellen Radikalen der chinesischen Schrift, die aus drei Strichen bestehen.
Das Zeichen ist ähnlich dem Katakanazeichen サ „sa“.
Mit 7 Zeichenverbindungen in Mathews’ Chinese-English Dictionary kommt es nur sehr selten im Lexikon vor.

## Schriftzeichenverbindungen, die vom Radikal 55 regiert werden
| Striche | Zeichen  |
| ------- | -------- |
| +0      | 廾       |
| +01     | 廿 开    |
| +02     | 弁       |
| +03     | 异       |
| +04     | 弃 弄 弅 |
| +05     | 弆       |
| +06     | 弇 弈    |
| +07     | 弉       |
| +12     | 弊       |

 Im Unicodeblock Kangxi-Radikale ist das Radikal 55 unter der Codepointnummer 12.086 (U+2F36) codiert.